# Кацалены
Кацалены (рум. Căţeleni, Кэцелень) — село в Хынчештском районе Молдавии. Относится к сёлам, не образующим коммуну.

## География
Село расположено на высоте 69 метров над уровнем моря.

## Население
По данным переписи населения 2004 года, в селе Кэцелень проживает 1362 человека (686 мужчин, 676 женщин).
Этнический состав села:
| Национальность | Число жителей | Процентный состав |
| -------------- | ------------- | ----------------- |
| молдаване      | 1355          | 99.49             |
| румыны         | 4             | 0.29              |
| русские        | 2             | 0.15              |
| украинцы       | 1             | 0.07              |
| Всего          | 1362          | 100%              |